# Campionati mondiali di canoa/kayak slalom 1977
I XV Campionati mondiali di canoa/kayak di slalom si sono svolti a Spittal an der Drau (Austria).

## Podi

### Uomini
| Evento        | Oro                                        | Perform. | Argento                                      | Perform. | Bronzo                                      | Perform. |
| Canoa         |                                            |          |                                              |          |                                             |          |
| C-1           | Cecoslovacchia Peter Sodomka               |          | Germania Est Peter Massalski                 |          | Cecoslovacchia Karel Tresnak                |          |
| C-1 a squadre | Germania Est                               |          | Germania Ovest                               |          | Cecoslovacchia                              |          |
| C-2           | Germania Est Walter Hofmann Jürgen Kalbitz |          | Cecoslovacchia Miroslav Nedved Pavel Schwarc |          | Germania Est Michael Berek Frank Kretschmer |          |
| C-2 a squadre | Cecoslovacchia                             |          | Svizzera                                     |          | Polonia                                     |          |
| Kayak         |                                            |          |                                              |          |                                             |          |
| K-1           | Regno Unito Albert Kerr                    |          | Germania Ovest Dieter Förstl                 |          | Austria Norbert Sattler                     |          |
| K-1 a squadre | Francia                                    |          | Austria                                      |          | Polonia                                     |          |

### Misto
| Evento | Oro                                     | Perform. | Argento                               | Perform. | Bronzo                       | Perform. |
| Kayak  |                                         |          |                                       |          |                              |          |
| C-2    | Stati Uniti Mariette Gillman Chuck Lyda |          | Stati Uniti Linda Aponte John Kennedy |          | Australia Kim Purdy John Dry |          |

### Donne
| Evento        | Oro                           | Perform. | Argento                 | Perform. | Bronzo                     | Perform. |
| Kayak         |                               |          |                         |          |                            |          |
| K-1           | Germania Est Angelika Bahmann |          | Germania Est Petra Krol |          | Stati Uniti Linda Harrison |          |
| K-1 a squadre | Svizzera                      |          | Germania Est            |          | Stati Uniti                |          |

## Medagliere
| Posizione | Paese          | Oro | Argento | Bronzo | Totale |
| --------- | -------------- | --- | ------- | ------ | ------ |
| 1         | Germania Est   | 3   | 3       | 1      | 7      |
| 2         | Cecoslovacchia | 2   | 1       | 2      | 5      |
| 3         | Stati Uniti    | 1   | 1       | 2      | 4      |
| 4         | Svizzera       | 1   | 1       | 0      | 2      |
| 5         | Francia        | 1   | 0       | 0      | 1      |
| 5         | Regno Unito    | 1   | 0       | 0      | 1      |
| 7         | Germania Ovest | 0   | 2       | 0      | 2      |
| 8         | Austria        | 0   | 1       | 1      | 2      |
| 9         | Polonia        | 0   | 0       | 2      | 2      |
| 10        | Australia      | 0   | 0       | 1      | 1      |
| Totale    | Totale         | 9   | 9       | 9      | 27     |